# 韩卫民
韩卫民（1903年10月18日—1981年10月7日），湖北省黄安县（今红安县）人，中国人民解放军开国少将，书法家、画家。

## 生平

### 早年生涯
韩卫民，又名韩福安，1903年（清朝光绪廿九年）10月18日出生于中国湖北省黄安县二程镇田店村。幼家贫，7岁入塾，9岁辍学，到汉口一家旅店当童工，后到工厂做工，接受革命思想。
1926年（民国十五年），韩卫民参加工会和反帝大同盟组织，并秘密加入中国共产党。1927年（民国十六年），“四一二”事变后，与党失去联系，回到家乡。11月13日他作为王树声和吴光浩领导的农民自卫队的一员，参加了著名的黄麻起义，他当时负责组织群众，筹粮筹款，转运伤员。黄麻起义失败后，1928年（民国十七年）8月，再次加入共产党，担任黄安县党支部书记和区游击队政治指导员，乡苏维埃政府主席，区农民协会主席。

### 参加红军
1930年（民国十九年），韩卫民带百余名赤卫队员参加中国工农红军第十一军，4月改编为第一军（时军长许继慎）。12月30日至次年2月，韩卫民参加了鄂豫皖第一次反“围剿”作战，取得六安香火岭战斗胜利。1931年（民国廿年）1月中旬，红一军与红十五军在河南商城城南的长竹园会合，随即在麻城福田河合编，改称中国工农红军第四军，韩卫民任红四军第十一师第卅二团连长（时军长旷继勋、政治委员余笃三、参谋长徐向前、政治部主任曹大骏，师长许继慎、师政委庞永俊、团长廖荣坤、团政委张广才）。4月25日韩卫民参加第十一师及十师、廿九师全歼独山镇国军，至5月下旬，取得第二次反“围剿”作战胜利。11月7日，红四军与红廿五军在湖北黄安七里坪成立了中国工农红军第四方面军，韩卫民任红四方面军第四军第十一师第卅二团宣传队队长（时红四方面军由中央政府副主席张国焘领导、政治委员陈昌浩、总指挥徐向前、政治部主任刘少奇，师长王树声、师政治委员甘济时，团长孙玉清），他参加了：11月10日发起的黄安战役，历时43天，国军死伤15000余人；1932年（民国廿一年）1月19日发起的商潢战役，历时10多天，国军损伤5000余人。3月21日，徐向前率部包围了六安苏家埠等国军据点，用围点打援的战术，历时48天，国军损伤30000余人，生擒总指挥厉式鼎，解放了淠河以东的广大地区，韩卫民还参加了潢光战役，取得了第三次反“围剿”斗争的胜利。此后，韩卫民任第十二师第卅六团教育参谋、第十一师司令部通讯股长等职（时师长陈再道、政委陈锡联）。5月，在第四次反“围剿”失利后，韩卫民所在的红四方面军（时中华苏维埃西北革命军事委员会主席张国焘）撤离了鄂豫皖苏区，9月突破了国军的围追堵截，10月12日西行5千里，战胜了艰难险阻，于12月过大巴山入川北， 1933年（民国廿二年）1月占领通江，建立川陕根据地，这是第一支红军的长征。在川陕苏区时期，韩卫民于2至6月参加了反“三路围攻”作战；11月至1934年（民国廿三年）9月参加了反“六路围攻”作战。

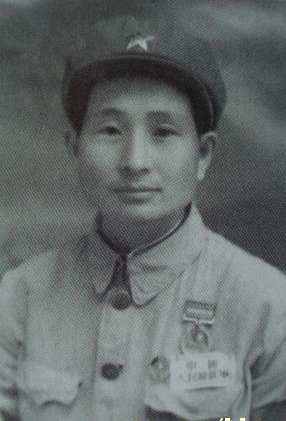
韩卫民旅长夫人乔利程

 1935年（民国廿四年）3月28日至4月21日，张国焘战略配合毛泽东、张闻天、周恩来的红一方面军，发起强渡嘉陵江战役。红四方面军奉命放弃川陕苏区，向西挺进，韩卫民随红四方面军主力踏上艰苦而漫长的长征路（中革军委主席张国焘，总指挥徐向前，政治委员陈昌浩，副总指挥王树声。此时红四军主官为军长王宏坤、政治委员周纯全，辖第十师、第十一师）（第十二师扩编为红九军，第七十三师扩编为红卅一军）。5月中旬占领了茂县、理番。6月，抵达四川岷江以西的懋功与红一方面军会师，中共中央召开了“两河口会议”，会议决定张国焘任红军总政委、军委副主席。红四方面军有8万多人，装备精良；而毛、张、周红一方面军只有不到8000人，而且装备落后。6月17日，张国焘、陈昌浩反对向东向北发展的川陕甘方针，复电中共中央，认为“北川一带地形给养均不利大部队行动”，“敌已有准备”、不宜过岷江东打。提出向西发展，“组织远征军，占领青海、新疆”。7月21日两军交换了一些干部，红四军的主官也调整为：军长许世友、政治委员王建安、参谋长张宗逊、政治部主任刘志坚，辖第十师（师长王友钩、后王近山代，政治委员叶道志）、第十一师（师长周世元、政治委员陈锡联）、第十二师（师长张贤约、政治委员胡奇才）（中革军委将红一方面军的第一、三、五、九军团依次改为第一、三、五、卅二军，红四方面军的第四、九、卅、卅一、卅三军保留番号）。8月15日，两军混编共同北上，红四方面军张国焘和中共中央军委朱德率左路军（第五、九、卅一、卅二、卅三军）。不久，张国焘率左路军穿过松潘草地到达阿坝后，拒绝继续北上，南下再过草地，希望能在西康创建根据地。此后红四军同中共中央及前敌总指挥部率右路军（第一、三、四、卅军，即红一军团、红三军团等）一同行动，向巴西、班佑开进。10月5日，张国焘命令右路军中的原红四方面军部队离队南下川康，红四军于是回到红四方面军行列。在跟随红四方面军长征途中，韩卫民三次穿越大面积的雪山、高原草甸、永久冻土带和无人区，凭着坚不可摧的革命信念和百折不挠的革命意志，战胜了各种艰难困苦，尤其第二次过草地时，他连续几天以草根树皮充饥，在与战友相互搀扶之下，艰难跋涉，终于走出了草地。韩卫民在长征路上各次重大战斗中，率领第十一师通信股的同志出色地完成了传达命令，传送战况和情报等任务。1936年（民国廿五年）7月初，张国焘任中共中央西北局书记，最后同意红四方面军主力向毛儿盖集中，在甘孜与红二军团、红六军团会师，二、六军团和红一方面军的第卅二军旋即组成红二方面军（总指挥贺龙、政治委员任弼时），和红四方面军共同北上。10月22日，红四方面军与红二方面军到达甘肃会宁和红一方面军会师。1937年2月，韩卫民参加了山城堡战役及援西军（时援西军负责人为刘伯承、张浩、李达、刘晓，率第四、廿八、卅一、卅二军、骑兵一团）的工作。长征结束后，红军总主力由出发时的30万人锐减到2万5千。付出沉重的代价。

### 抗日战争
1937年（民国廿六年）8月25日，红四方面军幸存主力和红廿九、卅军等整编为八路军第一二九师，投入抗日战争。9月，韩卫民随国民革命军第八路军陆军第一二九师第三八五旅王宏坤旅长开赴晋东南恒山抗日前线（时总指挥朱德、副总指挥彭德怀、参谋长叶剑英，师长刘伯承、副师长徐向前，师参谋长倪志亮，师政训处主任张浩、副主任宋任穷）。10月他随国民革命军第十八集团军第一二九师第三八五旅第七六九团陈锡联团长参加了袭击山西代县阳明堡机场的战斗，歼灭日军百余人，毁伤飞机廿四架，有力地支援了太原会战。1938年（民国廿七年）3月，韩卫民率部参加响堂铺伏击战。4月参加了晋东南反九路围攻作战。
1940年（民国廿九年）5月，韩卫民任第十八集团军第一二九师第三八五旅第十四团参谋长（时师长刘伯承、政治委员邓小平、参谋长李达，旅政治委员谢富治、副旅长赵辉楼、旅参谋长曾绍山、旅政治处主任卢仁灿，副团长刘鹤亭、团政委及政治处主任赵兰田）。7月22日至12月5日，参加了著名的百团大战，进攻战役首先由8月20日20时发起正太铁路破袭战，至9月10日为第一阶段的主要战场，他在三八六旅陈锡联（后为三八五）旅长的指挥下，协助孔庆德团长率部从山西武乡驻地经过两天一夜急行军，占领了位于山西阳泉西南的战略要地——狮垴山阵地。三日后驻阳泉日寇独立第四混成步兵旅团第十五大队德江光中佐率部进犯狮垴山，日军以二十多架飞机，以及大炮和毒气弹为掩护，对我军狮垴山阵地轮番进攻。韩卫民身先士卒、手持双枪指挥作战，组织部队依托阵地工事顽强阻击，给敌人以重大杀伤，激战六昼夜，歼敌四百余人，击落飞机两架。此次守卫战对保障八路军顺利实施“正太路战役”，具有重大意义。10月，他还参加了黄崖洞保卫战和关家垴战斗。
1942年（民国卅一年）4月，韩卫民任第十八集团军太行军区第六军分区参谋长（第一二九师师部兼太行军区，司令员刘伯承兼、政治委员邓小平兼、参谋长李达兼、副司令员王树声，分区司令员范子侠、后为宗凤洲，分区副司令员刘金轩、分区政委朱穆之、分区专员为范文彩）。第六军分区当时下辖武安团、邢台团、沙河团和第卅九团。1943年（民国卅二年）10月6日，第一二九师师部并入八路军总部，仍保留第一二九师番号。太行、太岳、冀南军区直属八路军总部领导，太行军区与一二九师分开。韩卫民在六分区时期，参加了太行区1944年（民国卅三年）反“扫荡”作战和1945年春、夏季对日伪军的攻势作战。
1945年（民国卅四年）4月，韩卫民由驻武安六分区参谋长调驻长治任第四军分区副司令员；8月因上党战役爆发，太行军区第四分区奉命改编为石（志本）支队，支队下辖第32团、46团、52团。其中第46团依托黎城县独立营组建，后并入壶关县独立营发展而来，第52团由潞城县独立营和平顺县独立营发展而来，分区司令员石志本转任支队长，分区政委于一川任支队政委，分区副司令员韩卫民任支队参谋长，分区副政委杨绍曾后转任长治市委书记兼市长。
在上党战役期间，石支队三位主要首长分工情况如下：支队长石志本专责指挥石支队，配属陈赓太岳纵队跨区机动作战；支队政委于一川负责上党战役的后勤总指挥部领导工作，为三万刘邓大军提供后勤保障和兵员补充；支队参谋长韩卫民不参与石支队实际军事作战，而是以新建四分区司令员名义指挥长治团、襄潞团在本区域内作战。

1945年8月11日，进入到大反攻时，韩卫民被任命为驻平顺寺头四分区司令员（原四分区司令员石志本调太行纵队任支队司令员）。8月20日，中央军委成立晋冀鲁豫军区（司令员刘伯承，政治委员邓小平，参谋长李达，副司令员滕代远、王宏坤，副政治委员薄一波、张际春，政治部主任张际春兼，副主任王新亭。太行军区司令员秦基伟，政治委员李雪峰，副司令员黄新友、赵辉楼，副政治委员黄镇、王维纲，参谋长何正文，政治部主任袁子钦、副主任周光坦），下辖太行、太岳、冀南、冀鲁豫军区。8月底，原四分区改为晋冀鲁豫军区太行军区第十四军分区，辖长治、壶关、潞城、黎城、平顺等五县。

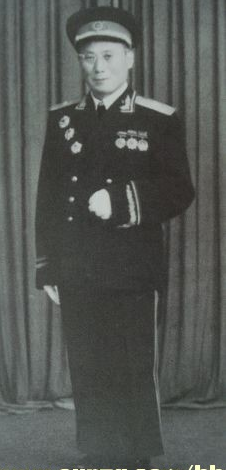
韩卫民少将获独立自由勋章1955.2.12

### 抗战胜利后
韩卫民为第十四军分区司令员时，正值日本宣布投降，他奉命率部参加了消灭上党地区残存的日伪军据点的战斗。军分区机关已由平顺寺头迁至微子镇。与此同时，阎锡山于8月下旬，命令其第八集团军副总司令兼第十九军军长史泽波率三个步兵师和两个纵队共一万七千人，从临汾、浮山、翼城等地进上党地区接受日军投降，并先后攻占了长治城和附近的襄垣、潞城、壶关、长子、屯留等六座县城。中共中央军委不让阎锡山部受降，31日指示晋冀鲁豫军区刘伯承、邓小平，“阎部一万六千占我长治周围六城，乃心腹之患，必须坚决彻底全部歼灭之”。刘、邓指挥部的作战计划是，调太行、太岳、冀南三个纵队集结上党，先拿下长治附近的六座县城，吸引长治守军出援，歼之。然后再集中主力合围长治，采取围三阙一的战术，引诱守军突围，在野战中将守军围歼之。
9月10日韩卫民奉命出击，率部以一昼两夜急行军到达壶关城外，然后立即组织部队攻城，经四个多小时激战，攻破壶关县城，歼阎锡山部七百余人。20日旋即奉命率部与兄弟部队一起合围长治城。
十九军固守待援。八路军晋冀鲁豫军区主力太行、太岳、冀南等三个纵队开始从长治城南、北、东三个方向向长治城发起连续攻击。战斗至24日，阎锡山为解救长治守军，急令第七集团军彭毓斌率领第廿三和八十三军八个师共两万余人，自太原南下增援。鉴此，刘、邓指挥部决定将强攻长治城，变为围城打援。派太行纵队全部、太岳纵队主力（后又增调冀南纵队）日夜兼程北上打援。
留下太岳纵队一部和韩卫民率领的十四分区部队及地方武装继续围攻长治城。当时韩卫民十分担心长治守军趁机出城突围。当面请示邓小平，邓政委果断指示：“史泽波在等援军。你们要伪装主力，扩大攻城声势，吸引敌人援军上门”。韩卫民奉命率十四分区部队与兄弟部队（决死第一旅和石何支队）加强了对守军的围困和反突围工作，并积极做出攻城态势。
当10月5日援军在屯留县老爷山、磨盘垴及关上地区被我军堵截穿插全歼后，长治守军待援无望，遂于10月8日夜弃城向西突围，朝浮山、翼城方向逃窜。但为时已晚。先是由石志本、何柱成支队（辖卅二、四十六、五十二团）迅速赶到沁水佛庙岭一带与长子县独立团对逃军实施了顽强阻击，然后陈赓司令员率太岳纵队从虒亭地区直出沁水之马壁地区，控制沁河，对逃军实施兜击，至12日在沁河以东的将军岭、桃川地区将逃军一万余人全歼，史泽波和师长多名被俘。至此，上党战役胜利结束。10月十四军分区由潞城微子镇调驻长治市区。
上党战役结束后，韩卫民参加了刘伯承司令员为被俘的阎锡山部高级军官举行的压惊宴。从此，中共的晋冀鲁豫地区日益巩固，成为后来中共夺取全国政权的重要基地，并为后来设立华北局和定都北京奠定了初步条件。
1945年10月15日石支队奉命与上党地方党委政府正式脱离关系，离开上党地区，转隶新组建的晋冀鲁豫军区野战军第六纵队。12月8日石支队奉命单独改编为第十七旅（即上党旅，由于沾上党战役的光，该旅为清一色的上党地区上党籍官兵），下辖第49团（原石支队32团）、50团（原石支队46团）、51团（原石支队52团）。11月初，由于十四军分区组成时间短才3个月，番号撤销。11月中旬，韩卫民任晋冀鲁豫军区野战军第六纵队第十七旅副旅长。当月太行军区进行了行政区调整，将原来的八个军分区压缩为六个。韩卫民到合并的第三军分区任司令员。该分区管辖区域为：长治市、襄垣县、黎城县、潞城县、壶关县、长治县和平顺县。进长治城后，韩卫民与当时的太行三地委，共同组织军民清奸除残，发展生产、保卫胜利果实，动员参军参战。
1946年（民国卅五年）6月，太行军区将所属第二、第三军分区合并，组建了新的太行第二军分区。原三分区机关与原二分区机关合并后，驻地由长治市区迁到左权县。此时，韩卫民调到新的第二军分区任副司令员（后改为第十三军分区）。
1947年（民国卅六年）8月，韩卫民由十三军分区副司令员调到晋城、焦作地区，接替何正文同志任第四军分区司令员，该分区辖陵川、晋城、修武、温县、孟州、沁阳、博爱、武陟等八个县（当时何正文调到刚成立的晋冀鲁豫野战军第九纵队任参谋长）。韩卫民在该分区期间，率部参加了豫北战役，此役历时两个月，共歼四万余人，解放县城九座及豫北广大地区。豫北战役结束后，韩卫民与贾久民政委率部挥师西进，先后参加了攻打焦作、沁阳、孟县等县城的战斗，共歼一万多人。
1948年（民国卅七年）5月，晋冀鲁豫野战军改称为中原野战军，驻焦作第四军分区司令员韩卫民兼任中原野战军第二纵队独立第六旅旅长，5月9日晋冀鲁豫和晋察冀两军区合并为华北军区，韩卫民任华北军区独立第七旅旅长。韩卫民在任独七旅旅长期间，曾带部队参加了11月29日由华北军区三兵团发起的平津战役。1949年（民国卅八年）2月5日中原野战军改名中国人民解放军第二野战军，司令员刘伯承，政治委员邓小平，参谋长李达，副政治委员张际春兼政治部主任。在二野期间，韩卫民率部参加了4月16日发起的安新战役。

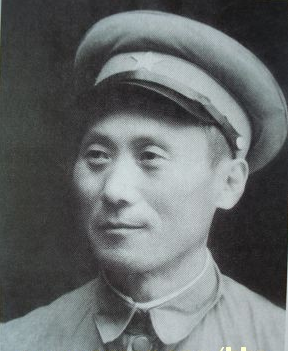
韩卫民参谋长在朝鲜战争期间

### 中华人民共和国成立后
1950年1月，韩卫民任华北军区山西省军区榆次军分区司令员，山西省军区副参谋长。
1951年4月赴朝鲜参加了朝鲜战争，在中国人民志愿军第十五军协助秦基伟军长和张蕴钰参谋长指挥作战。4月22日至6月10日参加了第五次战役，后又参加了平（康）、金（化）、淮（阳）地区防御作战，以及1952年10月14日3时30分开始至11月25日的著名的上甘岭战役。
归国后，1955年2月12日荣获二级八一勋章、二级独立自由勋章；9月，韩卫民被授予中国人民解放军陆军少将军衔。1956年3月任山西省军区参谋长。1957年6月18日荣获二级解放勋章。1960年7月起任山西省军区副司令员。
1981年10月7日，身经百战的韩卫民将军因病长眠于北京。1988年7月1日，又被追获总参谋部085号二级红星功勋荣誉章。

## 家庭
- 妻：乔利程（1917年9月3日—1998年12月4日）山西省平陆县人，1935年加入中国共产党，1937年入伍，1956年转为地方工作[2]。共生有七个子女。
- 长女：韩倩荣，毕业于第四军医大学，分配在陆军总医院，1980年赴荷兰开中医诊所。
  - 长女婿：刘大康，北京航空学院毕业，在中国科学院力学研究所空间中心工作，1983年赴荷兰读博士研究生，留荷兰任大学教授，从事力学、光学纤维学研究。